# Photoshop Document
Photoshop Document (PSD) — растровый формат хранения графической информации, использующий сжатие без потерь, созданный специально для программы Adobe Photoshop и поддерживающий все его возможности. Документация на формат PSD является публично доступной.

## Преимущества формата
- Сохраняет слои и папки слоёв;
- Сохраняет прозрачность и полупрозрачность;
- Сохраняет векторные графические элементы и слои программы Photoshop;
- Изображение сжимается без потери качества (RLE-сжатие)[1].

## Недостатки формата
- Большой объём файла
- Функционирует только в Adobe Photoshop